# 贾森·穆尔 (维基百科编者)
贾森·穆尔（英語：Jason Moore，1984年或1985年—）是一位美籍维基百科编者。他的编辑次数在英语维基百科中位居前列。从2007年开始，他以“Another Believer”的用户名在维基百科上编辑，并专注于时事编辑，包括2019冠状病毒病疫情、乔治·弗洛伊德之死引发的示威活动，以及他所在的俄勒冈州波特兰的文化。在维基百科上，他创建并发展了相关领域的维基专题小组，为特定主题开展联合工作。作为维基媒体运动中的组织者，他举办了聚会和编辑松等活动，以培训新的编者。

## 个人生活和事业
穆尔出生于1984年或1985年，在休斯敦长大，在学生时代喜欢读书报告和科学项目。先前，他曾在俄勒冈交响乐团的筹款部门工作。到2022年，他居住在俄勒冈州波特兰，并担任数字策略师。

## 在维基百科上
穆尔是英语维基百科上编辑次数最多的编者之一。自2007年以来，他使用账号作出了50万次编辑，并创建了数千个条目。其所创条目涉及时事、自然灾害和恐怖袭击等领域，如2021年美国国会大厦袭击事件、南加州教会枪击案。在英文维基百科上，他创建了相关领域的维基专题小组，致力于提高维基百科对2019冠状病毒病疫情等时事的报道品质。在2019冠状病毒病疫情期间，他记录了疫情在美国多个州、商业部门和社群团体中迅速蔓延的情况。他也是乔治·弗洛伊德被谋杀后示威活动相关条目的重要贡献者。在2021年美国国会大厦袭击事件发生后，他和其他编者关注事件的发展，并及时更新该条目中的新内容。

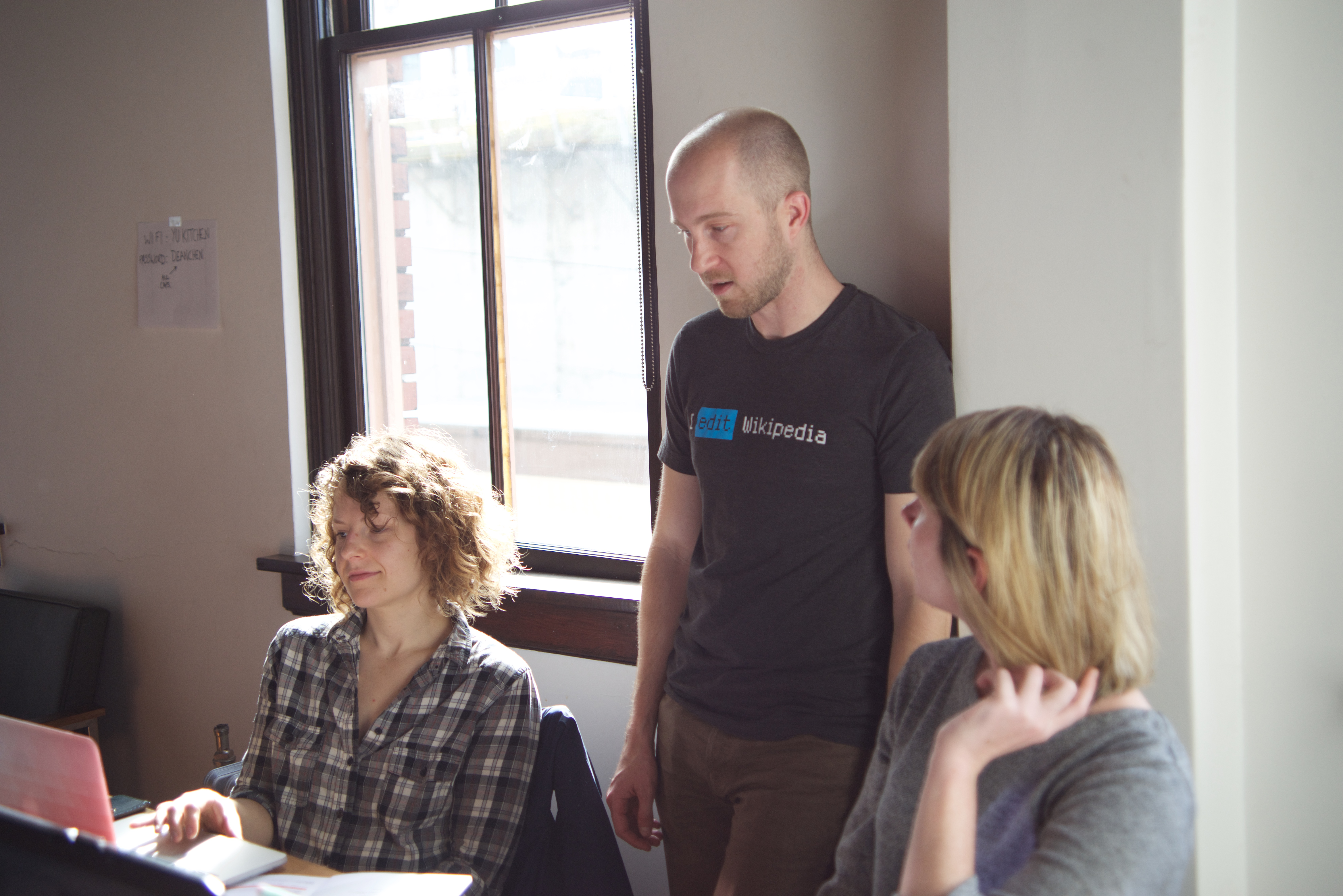
2016年，穆尔在俄勒冈州波特兰参加“艺术与女权主义”编辑松

他还撰写了有关波特兰的话题，例如马圈、玫瑰、耶鲁联盟洗衣楼，以及2011年由俄勒冈交响乐团录制的专辑《战时音乐》。他在维基百科上的第一篇“典范条目”（维基百科中最好的一类条目）是2007年的专辑《Rufus Does Judy at Carnegie Hall》。他称自己的动力来自于“轻而易举改善互联网的即时满足感”以及“与世界分享信息”的愉悦感。CNN商业称其为“维基百科影响者（Wikipedia influencer）”。
为了推动建设维基媒体运动，除了编辑，穆尔还组织当地的聚会，以培训新的编者。2013年，他在波特兰美术馆组织了一场编辑松活动，邀请人们利用机构资源来改善维基百科上关于当地艺术家、艺术组织和公共艺术的条目。他一直担任波特兰地区活动的主持人，特别是那些旨在改善维基百科上关于波特兰艺术和女性艺术家条目的活动。他还协助维基媒体基金会建立了关于LGBT的外联分支机构，同时组织其发起Wiki Loves Pride运动，以改善LGBT文化和历史类条目。